# Apáthy István (jogász)
Apáthy István (Hidjapuszta, Tolna vármegye, 1829. augusztus 19. – Budapest, 1889. december 4.) jogtudós, egyetemi tanár, a Magyar Tudományos Akadémia tagja, országgyűlési képviselő, ifj. Apáthy István zoológus apja.

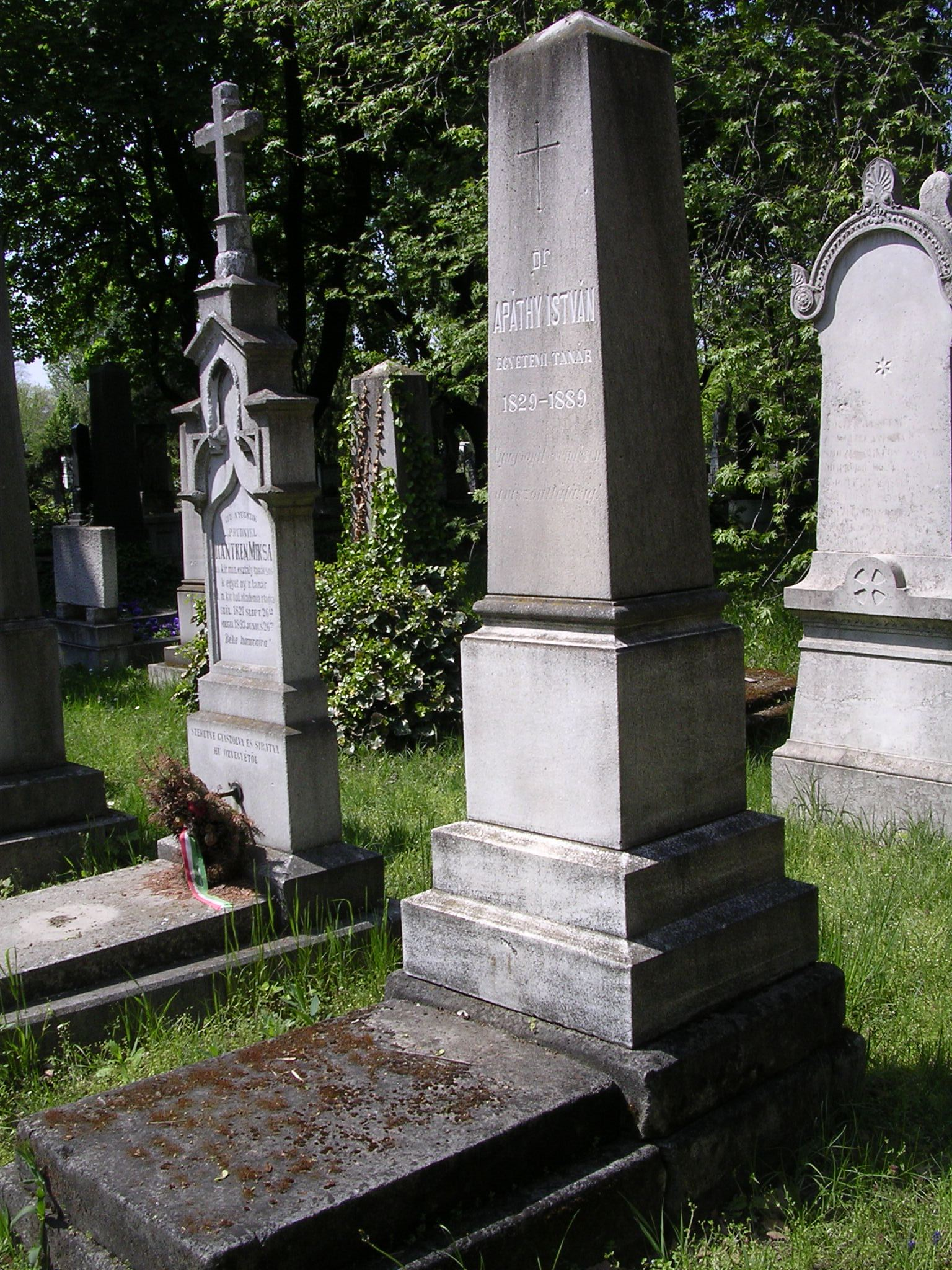
Sírja a Fiumei úti sírkertben

## Élete
1829. augusztus 29-én született a Tolna vármegyei Hidjapusztán. Édesapja gazdatiszti szolgálatot teljesített a szabadelvű ellenzék szónoka, Bezerédj István mellett.
Nagykanizsán végezte gimnáziumi tanulmányait kiváló eredménnyel, ezt követően két évet töltött a kecskeméti piaristáknál mint novícius. Fiatalkorát meghatározta neveltetéséből adódóan a szerzetesi élet iránti elhivatottság, a hazaszeretet, az ország szolgálata, valamint a katolikus hit.
Részt vett az 1848–49-es forradalom és szabadságharcban, ahol főhadnagyi rangot ért el. A világosi fegyverletételt követően menekülésre, bujdosásra kényszerült.
Jogi tanulmányait Pesten végezte, 1857-ben jogi doktori címet szerzett. Az ügyvédi vizsgát 1859-ben tette le, ügyvédi pályája tíz éven át tartott. 1869-től a Jogtudományi Közlöny munkatársa volt.
1870-ben a pesti egyetemen a kereskedelmi jog, a váltójog és a tételes nemzetközi jog nyilvános tanárává nevezték ki. Egyetemi oktatóként nagy tiszteletet vívott ki magának. 1874-ben királyi tanácsos címet kapott, 1881-ben pedig megkapta a harmadosztályú vaskorona-rendet. Kinevezték a jogi kar dékánjává.
1889-ben a Budapesti Szemlében tette közzé meglátásait a közoktatásról és a jogi oktatásról. A hangsúlyt a tanszabadságra, a diákok érdekeire helyezte. Fontosnak tartotta, hogy a hallgatók a jogtudomány tárgyait tudományos szinten sajátítsák el. A modern oktatási eszméket tartotta követendő példának.
A kereskedelem és a hitelügy területén végbement változások arra sarkallták Apáthyt, hogy 1868-69-ben a Budapesti Ügyvéd Egyletben a magyar váltójog elveinek megtárgyalását indítványozza, melyek megfogalmazásában jelentős szerepet vállalt. 1873-ban Pauler Tivadar igazságügy-miniszter megbízására elkészítette a váltótörvény és a csődtörvény tervezetét. A magánjogi törvény tervezetének kötelmi része szintén Apáthy munkájának eredménye.
Jogirodalmi tevékenységének első fő műve a Váltójogtan címet viseli, mely 1870-ben jelent meg. A kereskedelmi jog, a magyar kereskedelmi törvény alapján című munkája, amit 1876-ban írt, elnyerte a Magyar Tudományos Akadémia nagydíját.
A nemzetközi közjogban is maradandót alkotott. A Tételes európai nemzetközi jog című tankönyvében elsőként fogalmazta meg magyar nyelven a nemzetközi jog szabályait.
Tudományos munkásságának elismeréseként a Magyar Tudományos Akadémia 1873. május 21-én levelező, majd 1884. június 5-én a Bölcsészeti, Társadalmi és Történeti Tudományok Osztályának rendes tagjává választotta.
1878-tól haláláig a letenyei kerület országgyűlési képviselője volt a kormányzó Szabadelvű Párt színeiben. A Képviselőházban az igazságügyi bizottság tagjaként, majd elnökeként tevékenykedett.
1889. december 4-én hunyt el Budapesten.

## Főbb művei
- Az általános magánjogi törvénykönyv tervezete. Kötelmi jog. Budapest: Egyetemi Nyomda, 1882
  - 1. kötet: Általános rész. 259 p.
  - 2. kötet: Különös rész. 107 p.
- Az általános magánjogi törvénykönyv tervezete. Indokolás a kötelmi jog különös részéhez. Budapest: Egyetemi Nyomda, 1884. 231 p.
- Anyagi és alaki váltójog. Budapest : Eggenberger, 1877–1878
  - 1. kötet 286 p.
  - 2. kötet 208 p.
- A kényszer-egyesség a csődeljárásban. Székfoglaló értekezés olvastatott a m.t. akadémia 1875. január 4-iki ülésén Budapest : Magyar Tudományos Akadémia, 1875. 25 p.
- Kereskedelmi jog. A magyar kereskedelmi törvény alapján, tekintettel a nevezetesebb európai törvényekre. Budapest: Eggenberger, 1876. 912 p.
- Kereskedelmi jog. Tekintettel a nevezetesebb európai törvényekre. Budapest: Eggenberger, 1886. 635 p.
- A magyar csődjog rendszere. Budapest : Eggenberger, 1887–1888
  - 1. kötet: Anyagi csődjog 231 p.
  - 2. kötet: Alaki csődjog 238 p.
- A magyar csődtörvény tervezete. 1. rész: anyagi intézkedések. Jogszabálytervezet. Budapest: Egyetemi Ny.,1874. 167 p.
- A magyar kereskedelmi törvénykönyv tervezete. Budapest: Franklin, 1873. 695 p.
- A magyar váltójog kézikönyve. Pest: Heckenast, 1871. 240 p.
- A magyar váltójog kézikönyve. Budapest: Heckenast, 1875. 242 p.
- A magyar váltótörvénykönyv tervezete. Budapest: Egyetemi Ny.,1873. 190 p.
- Polgári törvénykezési rendtartás 2. kieg. kiadás. Pest: Heckenast, 1872. 423 p.
- A szerzői jogról szóló törvény (1884. XVI. tcz.) méltatása jogi és gazdasági szempontból. Budapest: Magyar Tudományos Akadémia, 1885. 32 p.
- Tételes európai nemzetközi jog. 2. teljesen átdolgozott és bővített kiadás. Budapest: Franklin, 1888. 479 p.
- A vallás- és közoktatásügyi m. kir. minister kezelése alatt álló alapok és alapítványok jogi természetének megvizsgálására a Képviselőház 1880. évi szeptember 30-án tartott üléséből kirendelt bizottság által a tanulmányi alap ügyében kiküldött előadó jelentése. Budapest: Egyetemi Nyomda, 1881. 15 p.
- Magyar társadalomtudomány. Tájékoztató előadás; Hornyánszky Ny., Bp., 1907